# Wilhelm Maßmann (Richter)
Leberecht Fürchtegott Wilhelm Maßmann (* 15. September 1837 in Wismar; † 30. Juli 1916 in Leipzig) war ein deutscher Jurist, Richter am Reichsoberhandelsgericht und Senatspräsident am Reichsgericht.

## Leben

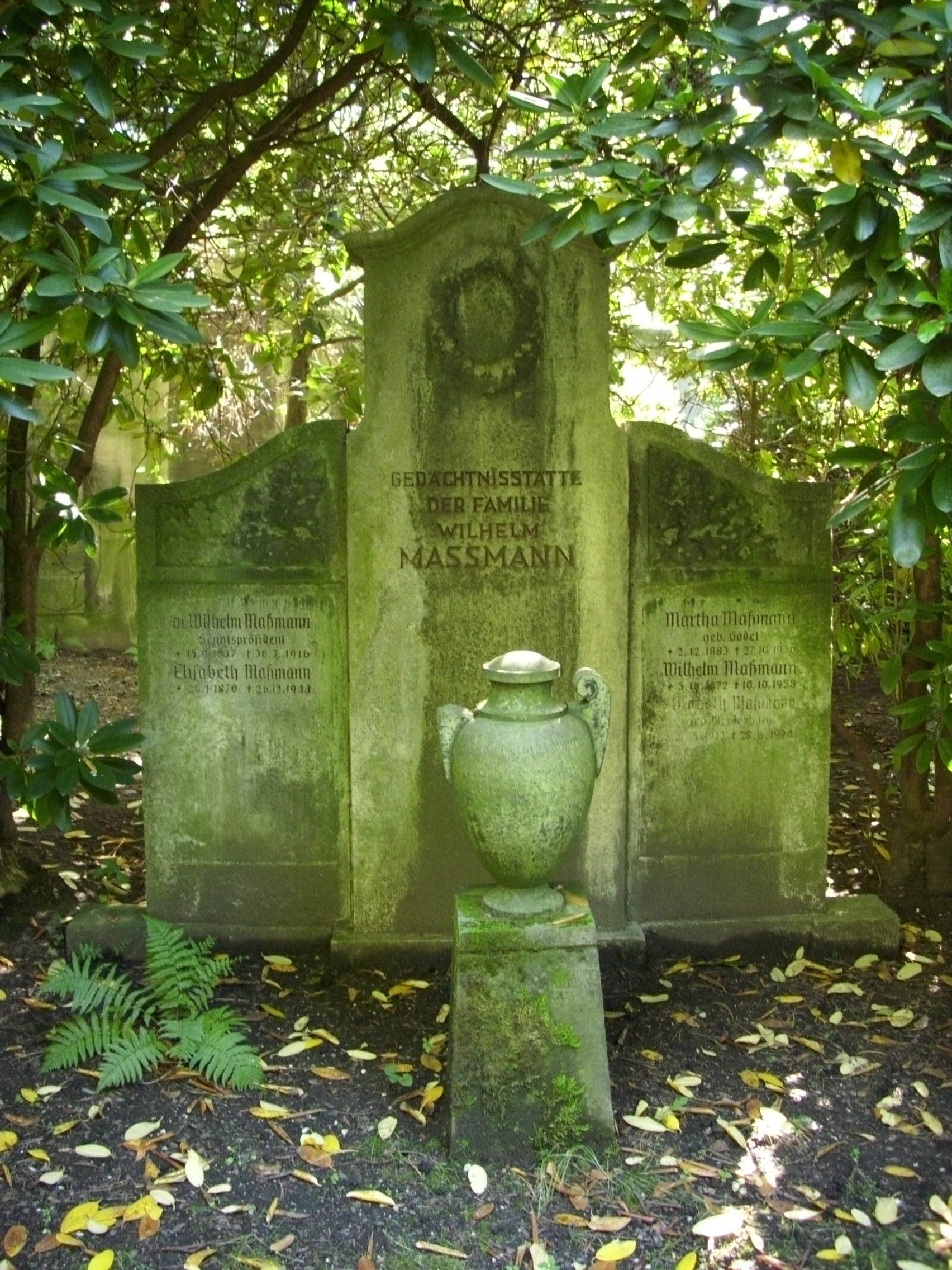
Grabstätte Wilhelm Maßmann auf dem Südfriedhof in Leipzig

Wilhelm Maßmann entstammte einer Familie von Akademikern, welche schon seit mehreren Generationen insbesondere evangelische Pastoren hervorgebracht hatte. Sein gleichnamiger Vater, Wilhelm Maßmann (der Ältere; 1802–1893) war anfangs Lehrer an der Großen Stadtschule in Wismar, seit 1841 Pastor primarius an der Marienkirche (Wismar).
Maßmann besuchte die Große Stadtschule seiner Vaterstadt, bestand Ostern 1856 das Abitur. Er absolvierte ein Studium der Rechtswissenschaften an den Universitäten Heidelberg, Göttingen und ab 1859 Rostock, wurde zum Dr. jur. promoviert und trat 1860 in den juristischen Staatsdienst von Mecklenburg-Schwerin ein. 1864 wurde er Verwalter des Stadtgerichts zu Malchin. Nach einer Zeit als Kanzleirat zu Rostock, wurde er 1870 als Wirklicher Justizrat bei der Schweriner Justizkanzlei eingeführt. 1872 trat er als Vortragender Rat (Ministerialrat) in das Justizministerium ein. 
1877 wurde er an das Reichsoberhandelsgericht berufen und kam 1879 an das Reichsgericht. 1899 wurde Präsident des VII. Zivilsenat des Reichsgerichts. 1899 wurde ihm das Großkomturkreuz des Hausordens der Wendischen Krone verliehen. 1904 verlieh ihm die Universität Leipzig die Ehrendoktorwürde. 1907 wurde er als Wirklicher Geheimer Rat und Exzellenz in den Ruhestand versetzt.
Eine Tochter heiratete Ludwig Volkmann.